# Lelanto
En la mitología griega, Lelanto (en griego: Λήλαντος), denominado como un titán, fue padre, junto con la oceánide Peribea, de la doncella Aura. Se trata de un personaje oscuro y secundario, tan solo mencionado por un autor tardío. A pesar de denominarlo vagamente como titán no se especifica quiénes eran sus padres. La leyenda de Lelanto, o más bien la de su hija Aura, se ubica al menos en Frigia. Aunque no se sabe si está relacionado con el personaje descrito por Nono, existía en Calcis, Eubea, un lugar llamado Lelanto.
Toda información adicional sobre Lelanto forma parte de conjeturas e interpretaciones, y por lo tanto no aparece en las fuentes escritas. Su nombre pudiera derivarse de las palabras griegas «letho», «lanthanô» y «lelathon», que significan "aviso de escapada", "moverse sin ser visto" o "ir sin ser observado"; palabras propias para denominar la actividad cinegética (tal y como Aura es descrita como cazadora). Para los estudiosos, la etimología de su nombre, antes citada, podría sugerir que Lelanto fuese una suerte de dios titán relacionado con el aire o lo invisible. De la misma manera su catalogación como parte de la raza de los titanes tan solo podría indicar un origen antiguo, o relacionarlo con otras deidades autóctonas de Anatolia, como Cibeles (que sí es citada por Nono). Cabe destacar que el autor introduce cambios notables y novedosos que difieren de los mitos originales. Lelanto se asemeja a una especie de versión masculina de Leto, al igual que a Aura se la describe con rasgos similares a Artemisa.